# Naturschutzgebiet Im Himmelreich
Das Naturschutzgebiet Im Himmelreich mit einer Größe von 13,5 ha liegt östlich Brunskappel im Stadtgebiet von Olsberg im Hochsauerlandkreis. Das Gebiet wurde 2004 mit dem Landschaftsplan Olsberg durch den Hochsauerlandkreis als Naturschutzgebiet (NSG) ausgewiesen.

## Gebietsbeschreibung
Beim NSG handelt es sich um einen Rotbuchenwald mit bis zu 3 m hohen Felsrippen, Quellen und Quellflur. Im Berghang befindet sich ein alter Bergwerksstollen. Im unteren Talbereich befindet sich ein Eichenwald. Dort schließt sich ein Grünlandbereich mit Obstwiese, Feuchtgrünland und Magerweide an.

## Schutzzweck
Im NSG soll der dortige Wald- und Grünlandbereich geschützt werden. Wie bei allen Naturschutzgebieten in Deutschland wurde in der Schutzausweisung darauf hingewiesen, dass das Gebiet „wegen der Seltenheit, besonderen Eigenart und Schönheit des Gebietes“ zum Naturschutzgebiet wurde.